# Masela (Insel)
Die indonesische Insel Masela (auch Marsela, indon. Pulau Masela) gehört zu den Babarinseln der Südlichen Molukken.

## Geographie
Masela liegt südöstlich der Hauptinsel Babar. Zusammen mit deren Ostteil und den Inseln Dawera und Daweloor im Nordosten bildet Masela den Subdistrikt (Kecamatan) Babar Timur (Regierungsbezirk der Südwestmolukken, Provinz Maluku).
Orte auf der Insel sind unter anderem Masela, Welulora, Ilbutung, Papilewan, Lawawang, Wawiotang und Telalora.

## Einwohner
Die Bewohner sprechen laut Ethnologue drei miteinander verwandte austronesische Sprachen: Ost-, West-, und Zentral-Masela.